# Euphorbia spectabilis
Euphorbia spectabilis là một loài thực vật có hoa trong họ Đại kích. Loài này được (S.Carter) Bruyns mô tả khoa học đầu tiên năm 2006.

## Hình ảnh

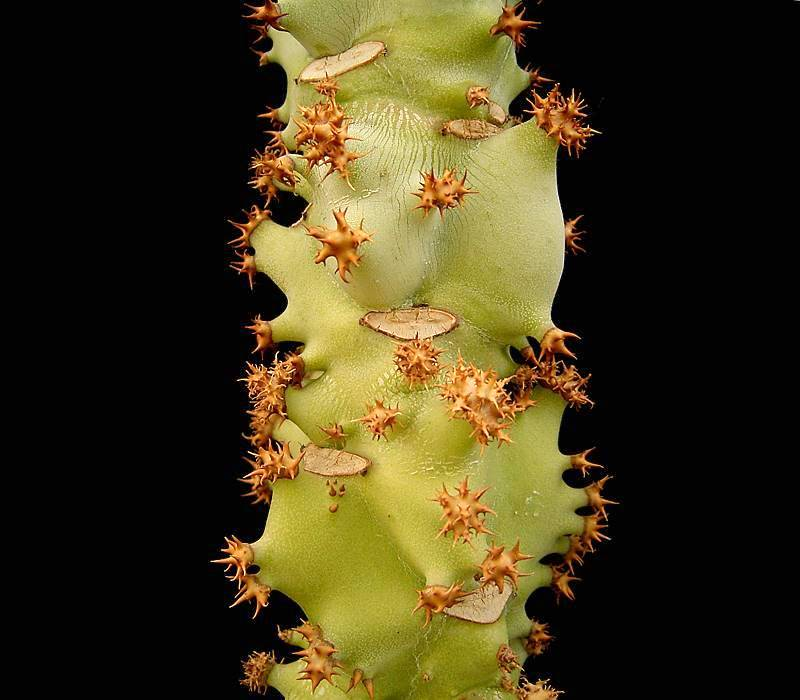
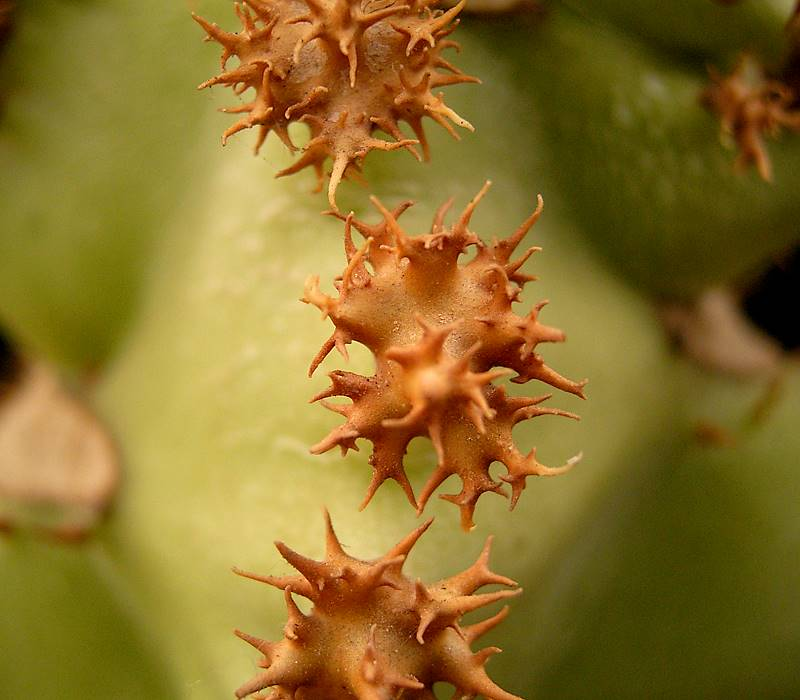
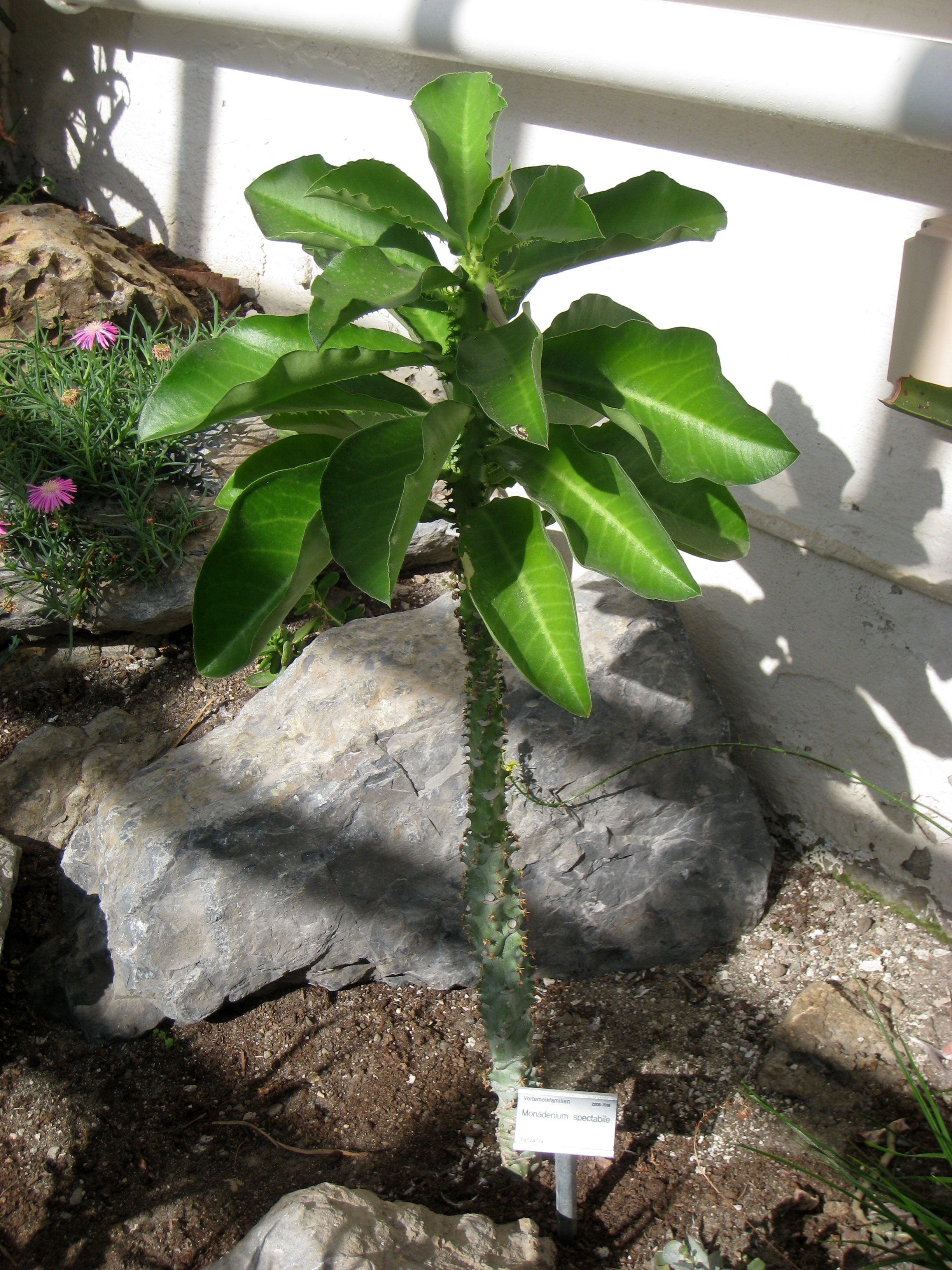